# Стрела (приток Омолона)
Стрела — река на Дальнем Востоке России, левый приток Омолона. Протекает по территории Северо-Эвенского района Магаданской области, вдали от населённых пунктов. Длина реки 22 км. Притоки: Вечерний, Значительный.

## Данные водного реестра
По данным государственного водного реестра России относится к Анадыро-Колымскому бассейновому округу, речной бассейн реки — Колыма, речной подбассейн — Омолон. Водохозяйственный участок реки — река Омолон.
По данным геоинформационной системы водохозяйственного районирования территории РФ, подготовленной Федеральным агентством водных ресурсов:
- Код водного объекта в государственном водном реестре — 19010200112119000048473
- Код по гидрологической изученности (ГИ) — 119004847
- Код бассейна — 19.01.02.001
- Номер тома по ГИ — 19
- Выпуск по ГИ — 0